# Uniwersytet Stanu Oregon
Uniwersytet Stanu Oregon, Uniwersytet Stanowy Oregonu (ang. Oregon State University, OSU) – amerykański uniwersytet publiczny z siedzibą w Corvallis w stanie Oregon. Za datę jego założenia uznaje się rok 1868, choć obecną nazwę nosi od 1961. Organem założycielskim uczelni jest stan Oregon. 
Uniwersytet kształci około 22 tysiące studentów, w tym 18 tysięcy na studiach licencjackich i 4 tysiące na magisterskich i doktoranckich. Zatrudnia około trzech tysięcy pracowników naukowych. 

## Struktura
Uniwersytet dzieli się na 14 głównych jednostek:

- Kolegium Nauk Rolnych
- Kolegium Edukacji
- Kolegium Zdrowia i Nauk o Człowieku
- University Honors College
- Kolegium Inżynierii
- Kolegium Medycyny Weterynaryjnej
- Kolegium Nauk Oceanicznych i Atmosferycznych
- Kolegium Edukacji Obronnej
- Kolegium Nauk Humanistycznych
- Szkoła Dyplomowa
- Kolegium Farmacji
- Kolegium Nauk Ścisłych
- Kolegium Leśnictwa
- Kolegium Biznesu

## Sport

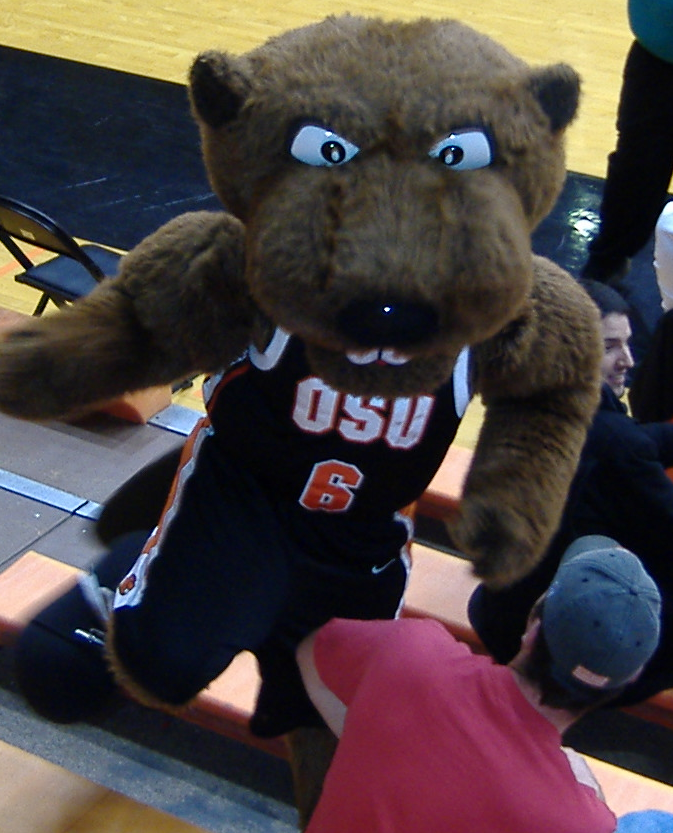
Zdjęcie Benny'ego Beavera, maskotki programów lekkoatletycznych Oregon State University, wykonane podczas meczu koszykówki z Howard University

W systemie NCAA uczelnia należy do NCAA Division I (najwyższej) i jest jednym z członków Pacific-12 Conference. Wystawia łącznie 17 drużyn w różnych dyscyplinach, wszystkie występują pod nazwą Oregon State Beavers. Największą areną sportową należącą do uczelni jest Reser Stadium, na którym mieści się ponad 45 tysięcy widzów. Obiekt ten używany jest podczas meczów futbolu amerykańskiego. Barwami uczelnianych drużyn są pomarańczowy i czarny. 

## Znani absolwenci
- Linus Pauling – dwukrotny laureat Nagrody Nobla (w dziedzinie chemii oraz nagrody pokojowej)
- Douglas Engelbart – wynalazca myszki komputerowej
- John Ensign – amerykański senator
- A.C. Green – zawodowy koszykarz
- Gary Payton – zawodowy koszykarz
- Dick Fosbury – mistrz olimpijski w skoku wzwyż (1968)
- Donald Pettit – astronauta NASA
- William Oefelein – astronauta NASA

## Galeria

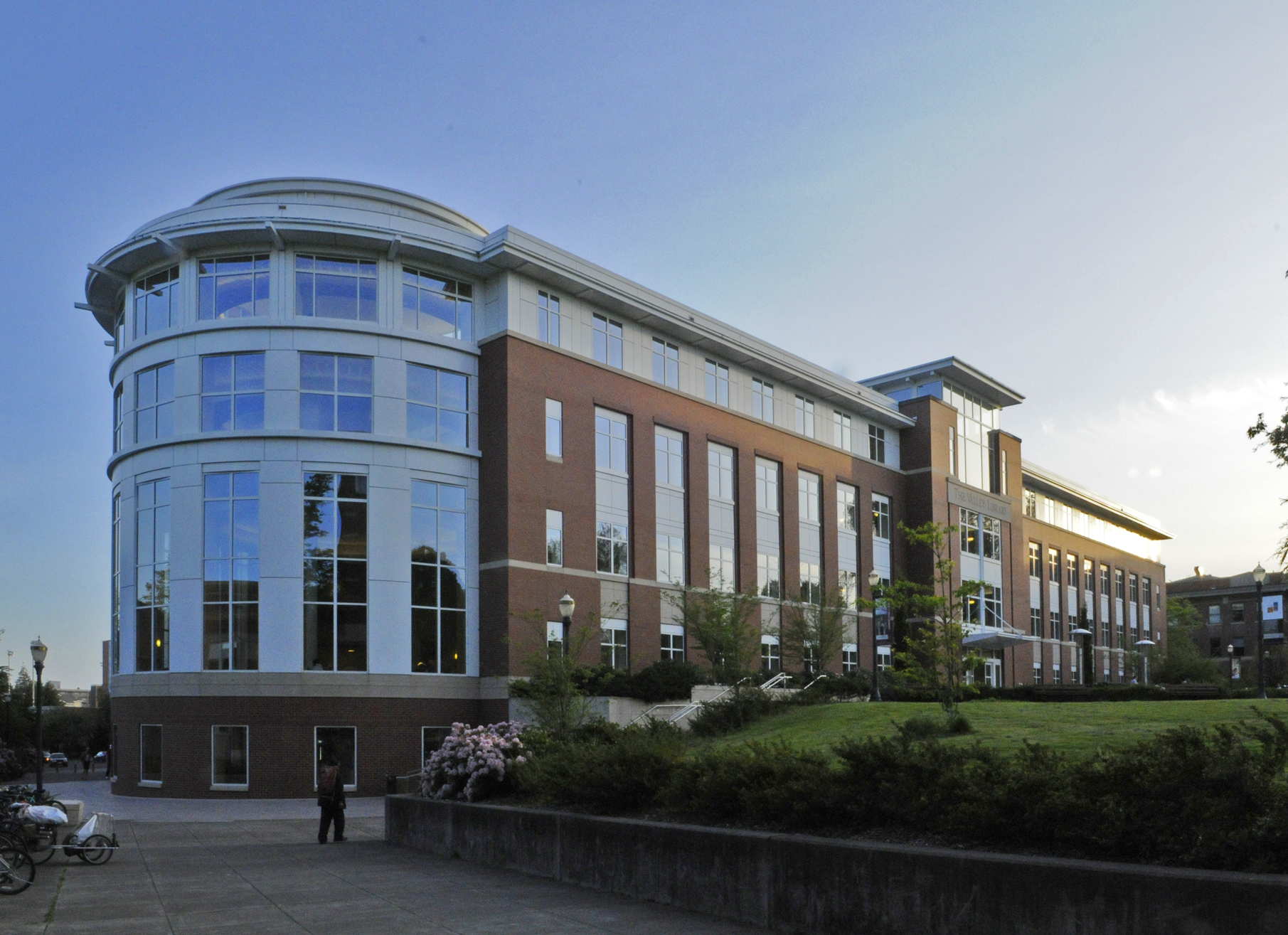
Główna biblioteka
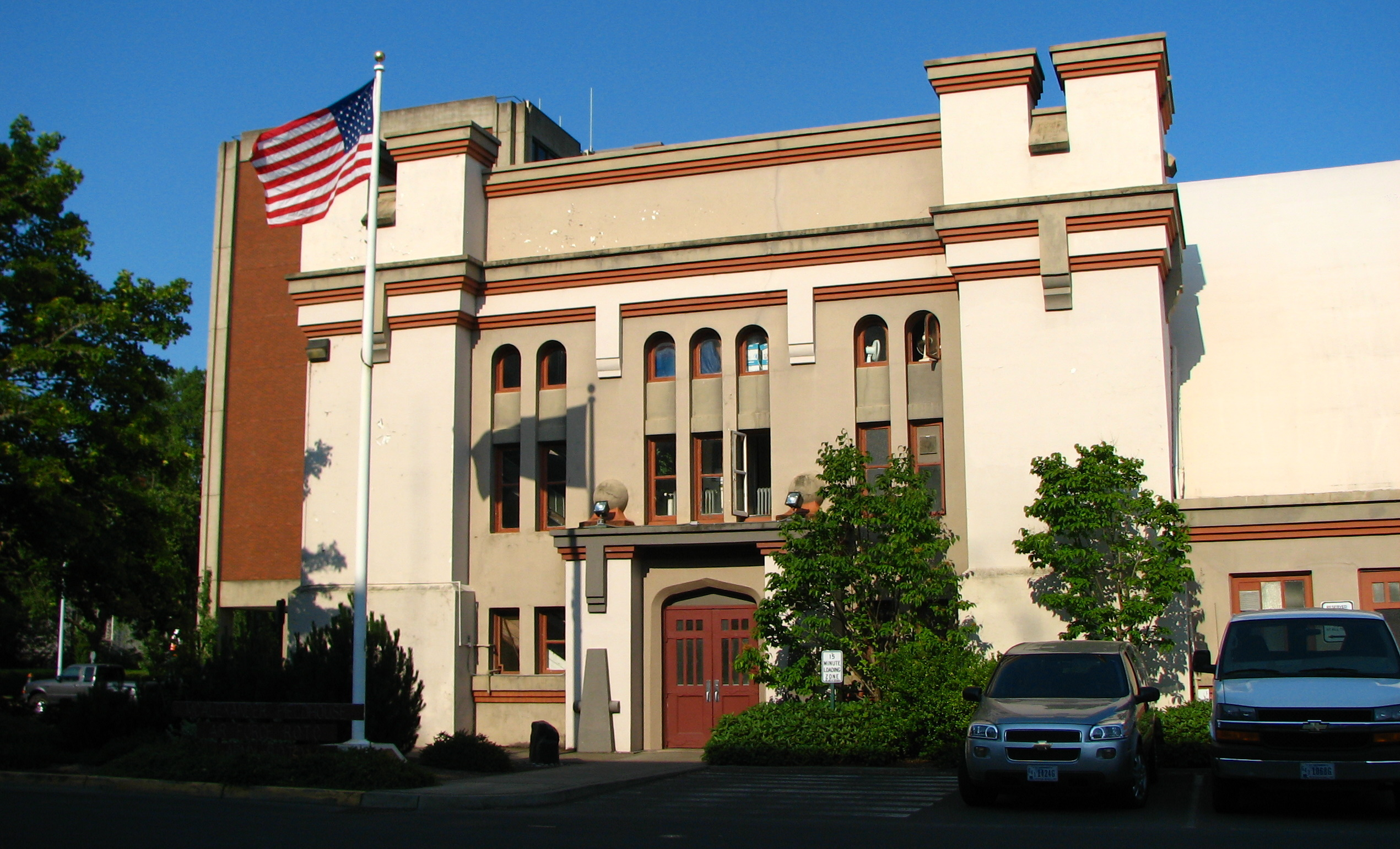
Jeden z budynków kampusu
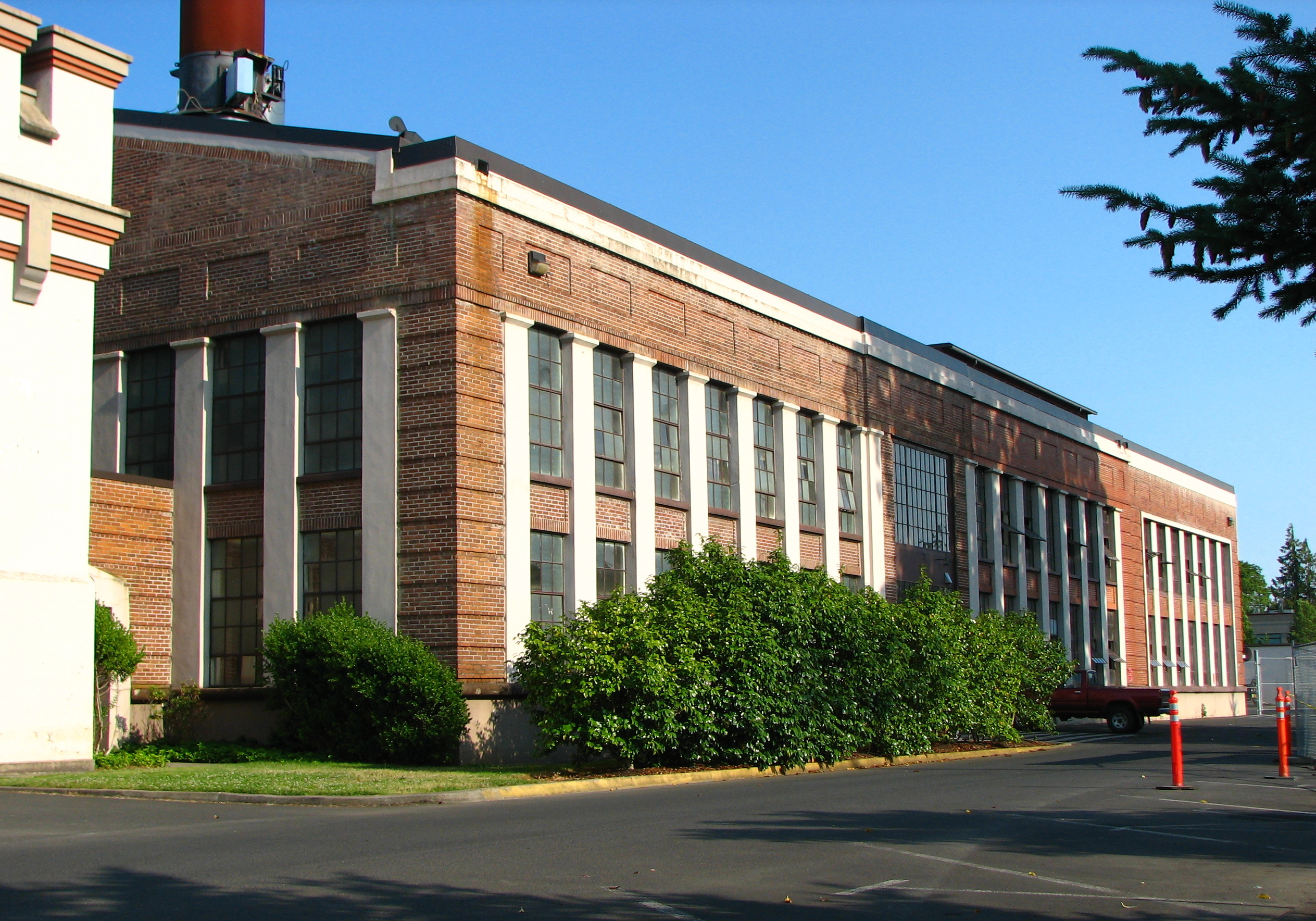
Ciepłownia uniwersytecka
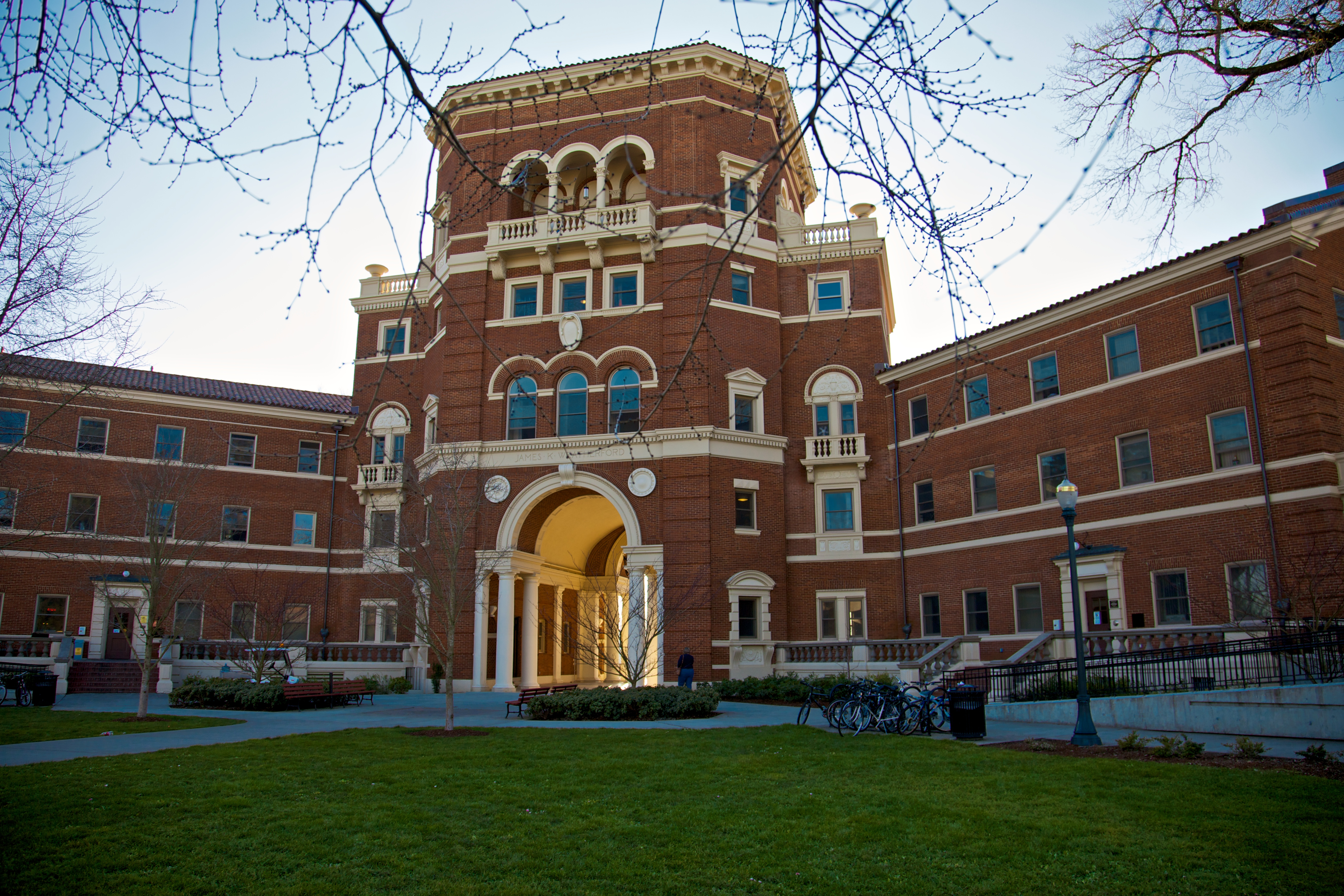
Weatherford Hall